# Inești, Telenești
Inești este un sat din raionul Telenești, Republica Moldova.

## Istorie
Localitatea a fost menționată documentar pentru prima dată în 1643, într-un act de vânzare-cumpărare unde apare, în calitatea de martor, Ureche de Inești:
„<înainte de 1643 (7151) iulie 17>

Adecă eu, Ilisafta, fata lui Prebici logofăt, și cu fiii miei, Ioviță și Dabija, și cu feele mele, anume Arvasia și Aftenia, nepoți lui Prebici logofătul, mărturisim noi cu cest zapis al nostru cum noi, de bunăvoie noastră, de nimene nevoiți, am vândut o seliște de sat, anume Negoești, ce sântu în ținutul Bârladului, ...

Și într-această tocmală au fost: Păparea de Mihilașea, de ținutul Orheiului, și denaintea lui Ureche de Inești, și Nuor de Telinești, și popa Vasilie de Telinești, și Ionașco, fratele lui Nuor, și Simion diac de Stoinești și Toaderi de Batinești.”

## Administrație și politică
Componența Consiliului local Inești (11 consilieri), ales la 5 noiembrie 2023, este următoarea:
|  | Partid                                | Consilieri | Componență | Componență | Componență | Componență | Componență | Componență | Componență |
|  | ------------------------------------- | ---------- | ---------- | ---------- | ---------- | ---------- | ---------- | ---------- | ---------- |
|  | Partidul Acțiune și Solidaritate      | 7          |            |            |            |            |            |            |            |
|  | Partidul Liberal Democrat din Moldova | 3          |            |            |            |            |            |            |            |
|  | Partidul Schimbării                   | 1          |            |            |            |            |            |            |            |

## Personalități
- Alexandru Șoltoianu
- Ion Șoltoianu